# Isidor Emanuilowitsch Gukowski
Isidor Emanuilowitsch Gukowski (russisch Исидор Эммануилович Гуковский, * 1871 in Sankt Petersburg; † 1921) war jüdischer Abstammung. Als sowjetischer Volkskommissar für Finanzen war er Mitglied des Rates der Volkskommissare.
Gukowski und Joffe handelten gemeinschaftlich im Februar 1920 den Vertrag von Tartu mit Ants Piip über die Unabhängigkeit  Estlands aus. Nach der Anerkennung  Lettlands im Friede von Riga koordinierte er den Verkauf ehemals zaristischen Goldes über Tallinn. Als sowjetischer Finanzminister folgte ihm Nikolai Nikolajewitsch Krestinski.